# Голохвастов, Константин Юрьевич
Константин Юрьевич Голохвастов (род. 6 февраля 1977, Днепродзержинск, Днепропетровская область) — российский хоккеист, нападающий. Мастер спорта России.

## Биография
Начал заниматься хоккеем в 4 года в команде «Химик» Днепродзержинск. С 14 лет — в московском «Динамо». В сезонах 1993/94 — 1994/95, 1996/97 играл за «Динамо-2». В 1995 году провёл шесть матчей за «Динамо».
Участник чемпионата Европы среди юниоров 1995 года. На драфте НХЛ 1995 года был выбран в 5-м раунде под общим 108-м номером клубом «Тампа-Бэй Лайтнинг».
Выступал за команды «Нефтехимик» Нижнекамск (1995/96), ХК ЦСКА (1997/98), «Авангард» Омск (1997/98 — 1999/2000), «Динамо-Энергия» Екатеринбург (2000/01), «Кедр» Новоуральск (2000/01), «Энергия» Кемерово (2000/01 — 2002/03, 2004/05 — 2005/06), «Трактор» Челябинск (2003/04), «Нефтяник» Альметьевск (2004), «Липецк» (2006), «Металлург» Лиепая (Латвия, 2006/07), «Ариада-Акпарс» Волжск (2007), «Металлург» Серов (2007/08 — 2008/09), «Кристалл» Бердск (2009—2010).
В 2001 году окончил Российскую государственную академию физической культуры.
Тренер в ДЮСШ «Кристалл» Бердск (2011/12), ДЮСШ № 6 Кемерово (2012—2020), с 2021 года — тренер в школе «Атланта» Мытищи.
Сын Максим (род. 2007) — хоккеист.